# Ровненский троллейбус
Ровненский троллейбус (укр. Рівненський тролейбус) — троллейбусная система, действующая с 1974 года в городе Ровно Ровненской области Украины.
Одна из линий связывает с городом сёла Обаров и Городок на луцком направлении.

## Маршруты
- Маршрут № 1 «Мототрек — посёлок Юбилейный»
- Маршрут № 2 «Льнокомбинат — Боярка»
- Маршрут № 3 «Мототрек — Железнодорожный вокзал»
- Маршрут № 4 «Мототрек — Льнокомбинат»
- Маршрут № 4а «Мототрек — Льнокомбинат (через Автовокзал)»
- Маршрут № 6 «РЗВА — РЗТА»
- Маршрут № 7 «Северный — Боярка»
- Маршрут № 9 «Мототрек — Северный»
- Маршрут № 9а «Мототрек — Северный (через Автовокзал)»
- Маршрут № 10 «Мототрек — посёлок Юбилейный (через Автовокзал)»
- Маршрут № 11 «Энергетиков — Торговые центры (через Автовокзал и ул. Вербовая)»
- Маршрут № 12 «Северный — Луцкое кольцо»

## Подвижной состав

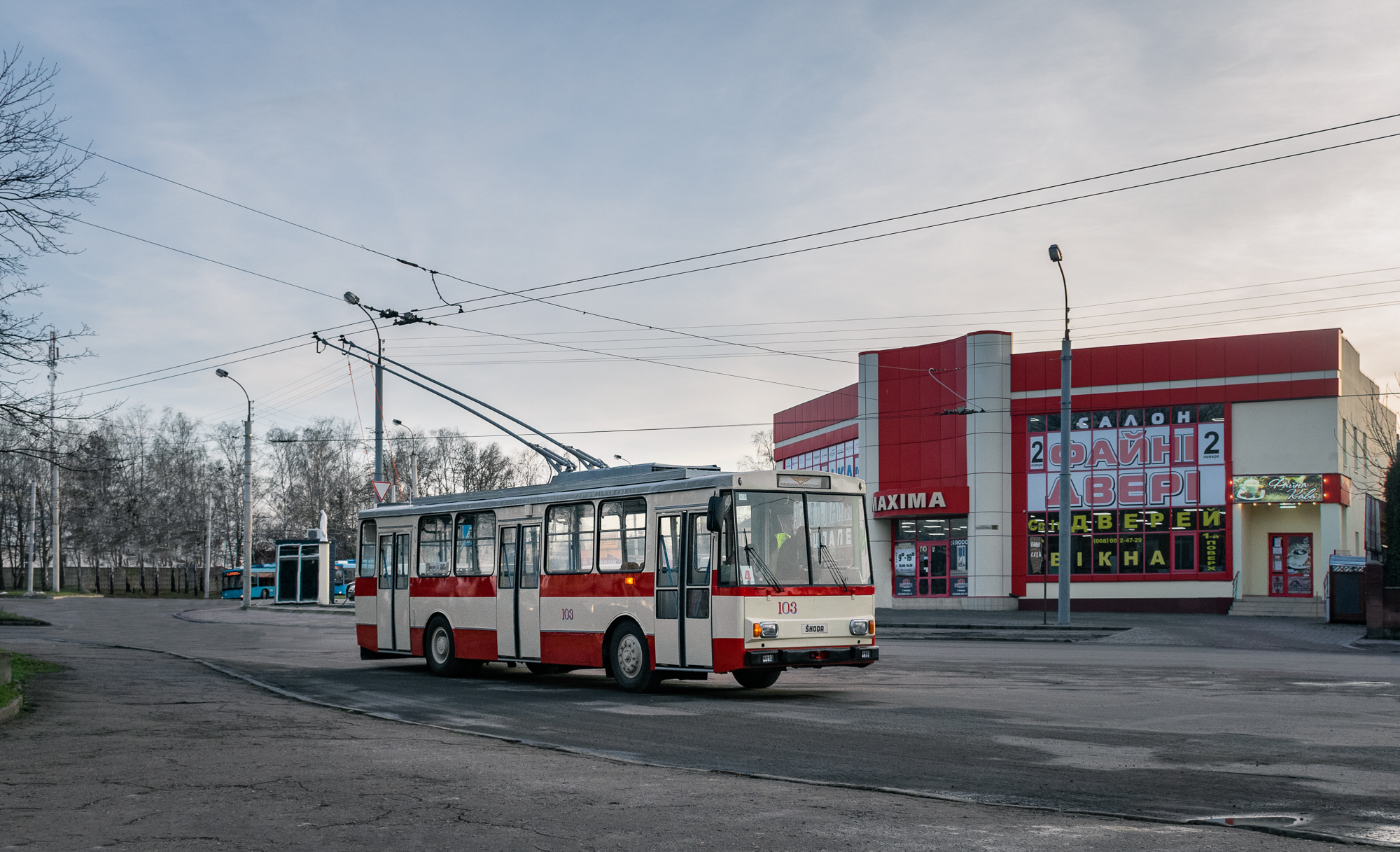
Škoda 14Tr

Большая часть подвижного состава — модернизированные Škoda 9Tr (39 экз.), 2 из них ещё 1974 года выпуска. С 1994 года работали 5 сочленённых ЮМЗ-Т1 (бортовые № 116—120), находившихся в простое несколько лет; впоследствии троллейбус № 116 был списан. Также эксплуатируются 3 ЮМЗ-Т2 (№ 121,148,149). 21 ноября 2008 года в эксплуатацию введен единственный на 2011 год троллейбус ElectroLAZ-12 (бортовой № 150). Остальные 34 (№ 101—115, 140—147, 151—161) — Škoda 14Tr. В 2008 году выведен из эксплуатации троллейбус технической помощи КТГ-5, вместо него теперь используется Škoda 9Tr, бывший пассажирский, бортовой № 66.